# Anaklet
Anaklet (łac. Anacleto, także Ankletus, Anankletus, Kletus; ur. w I wieku  zm. ok. 91 w Rzymie) – męczennik i święty Kościoła katolickiego, 3. papież w okresie od ok. 79 do 91 roku.

## Życiorys
Nie jest pewna data jego wyboru, w różnych źródłach ustalona na 76, 79 lub 80 rok n.e., również data śmierci przesuwana jest w niektórych źródłach na 88 rok. Euzebiusz z Cezarei podaje, że zmarł w dwunastym roku panowania cesarza Domicjana.
Co więcej, nie jest do końca pewne, czy drugie imię, jakie jest mu przypisywane – Klet – jest faktycznie jego drugim imieniem, czy raczej reprezentuje inną osobę wczesnych lat Kościoła katolickiego. Większość spośród wielkich Ojców Kościoła opowiada się za tym, że oba imiona należą do tego samego papieża, lecz istnieją źródła przemawiające za drugim rozwiązaniem. Współcześnie dominuje pogląd, że była to jedna osoba.
Jego imię może wskazywać, że był z pochodzenia Grekiem. Legenda podaje, że Anaklet postawił pomnik na grobie św. Piotra i wyświęcił 25 prezbiterów. Za jego panowania ponownie rozpoczęły się prześladowania chrześcijan w Rzymie.
Papież Anaklet rozpoczął zwyczaj, aby święcenia na każdy stopień duchowny odbywały się w obecności zgromadzonych wiernych, to jest publicznie. Nakazał również, odrębny ubiór dla osób duchownych – kapłani mieli odtąd obowiązek zachowywać powagę i jednostajność w ubiorze oraz unikać stosowania się do tymczasowej mody.
Podobnie jak papież Linus uznawany jest za męczennika, jednak jego męczeńska śmierć nie znajduje wyraźnego potwierdzenia w źródłach.
Wraz ze swym poprzednikiem i następcą jest wymieniany w czasie mszy św. w I Modlitwie Eucharystycznej, czyli tzw. Kanonie rzymskim ((...) Linusa, Kleta, Klemensa (...)).
Relikwie św. Anakleta są przechowywane w kościele pod wezwaniem św. Linusa w Watykanie.
Wspomnienie liturgiczne w Kościele katolickim obchodzone jest 26 kwietnia.